# Жалтырколь (Денисовский район)
Жалтырколь (каз. Жалтыркөл) — село в Денисовском районе Костанайской области Казахстана. Административный центр Архангельского сельского округа. Находится примерно в 44 км к северу от районного центра, села Денисовка. Код КАТО — 394033100.
Центральная усадьба бывшего зерносовхоза «Баталинский» (ныне ТОО «Баталинское»).

## Население
В 1999 году население села составляло 853 человека (423 мужчины и 430 женщин). По данным переписи 2009 года в селе проживали 772 человека (375 мужчин и 397 женщин).

## Инфраструктура
В селе одна средняя школа, одна аптека. Имеется дом культуры, библиотека, стадион, два спортзала. В селе расположены Баталинский БТС, 5 магазинов, пекарня, парикмахерская, ТОО «Баталинское».